# Alfred Kittner
Alfred Kittner (geboren 24. November 1906 in Czernowitz, Österreich-Ungarn; gestorben 14. August 1991 in Düsseldorf) war ein deutscher Schriftsteller.

## Leben
Kittner flüchtete 1914 zu Beginn des Ersten Weltkrieges vor der russischen Front von Czernowitz nach Wien und kehrte 1918 zurück. Seine Heimat wurde 1918 Teil des Königreichs Rumänien und er leistete zwei Jahre lang Militärdienst in der rumänischen Armee. Zum Germanistikstudium ging er nach Breslau, brach dieses jedoch 1931 ab und kehrte nach Czernowitz zurück. Von 1932 bis 1935 arbeitete er als Redakteur für die Zeitung Der Tag. 1940 wurde die Bukowina an die Sowjetunion abgetreten, 1941 durch rumänische und deutsche Truppen erobert. Er wurde ghettoisiert und 1942 in das rumänische Besatzungsgebiet Transnistrien deportiert. Seine Zwangsarbeit in einem Steinbruch und Aufenthalt in Lagern endete 1944 mit der Befreiung durch die Rote Armee, wonach er wieder nach Czernowitz zurückkehren konnte, das nun wieder sowjetisch wurde. 1945 zog er nach Bukarest um.
1958 wurde Kittner als Mitarbeiter des rumänischen Geheimdiensts Securitate angeworben, für den er Einzelheiten über die Schriftsteller Alfred Margul-Sperber (1898–1967) und Oscar Walter Cisek (1897–1966), später auch über Paul Schuster, Dieter Schlesak und Petre Stoica (1931–2009) in Erfahrung bringen sollte. Damals unterzeichnete Kittner eine Verpflichtungserklärung und erhielt den Decknamen Ludwig Leopold (später auch Lalu, Karol oder Andrei Karol).
Kittner versuchte in den folgenden Jahren vergeblich sich aus der Abhängigkeit der Securitate zu lösen. 1977 verzichtete sie zeitweilig auf seine Mitarbeit, ohne ihm dies jedoch mitzuteilen. Im gleichen Jahr wurde er von dem Oberst der Securitate Gheorghe Preoteasa als Mitarbeiter reaktiviert. 1979 drohte Kittner in einem Brief sich das Leben zu nehmen, falls der Geheimdienst nicht von ihm ablassen würde. In einem internen Bericht der Securitate vom 31. Januar 1979 wurde festgehalten, dass man auf seine Mitarbeit verzichtet habe.
Nach dem Tod seiner Frau 1980 übersiedelte Kittner in die Bundesrepublik Deutschland. Er ließ sich in Düsseldorf nieder und starb auch dort.

## Veröffentlichungen
- Der Wolkenreiter: Gedichte 1928–1938, Cernǎuti, Literaria, 1938.
- Hungermarsch und Stacheldraht: Verse von Trotz und Zuversicht, Bukarest, ESPLA, 1956.
- Flaschenpost: Ausgewählte Gedichte, Bukarest, Kriterion, 1970.
- Gedichte, Bukarest, Albatros, 1973.
- Schattenschrift: Gedichte 1925–1987, Aachen, Rimbaud, 1988. ISBN 3-89086-966-1
- Erinnerungen 1906–1991, Aachen, Rimbaud, 1996. ISBN 3-89086-873-8
- Der Wolkenreiter: Gedichte 1925–1945, Aachen, Rimbaud, 2004. ISBN 3-89086-699-9
- Wahrheitsspiel: Gedichte 1945–1991, Aachen, Rimbaud, 2005. ISBN 3-89086-819-3
- Helmut Braun (Hrsg.): „My dear Roisele!“ Itzig Manger – Elieser Steinbarg. Jiddische Dichter der Bukowina. Illustrationen Arthur Kolnik. Schriftenreihe der Rose Ausländer-Gesellschaft, Band 6, Üxheim, 1996. ISBN 978-3-86575-255-0[3]

Briefe
- Briefe mit Rose Ausländer. 2006. ISBN 3-89086-581-X.